# Таверна ди Монтагуто (Авелино)
Таверна ди Монтагуто је насеље у Италији у округу Авелино, региону Кампанија.
Према процени из 2011. у насељу је живело 17 становника. Насеље се налази на надморској висини од 406 м.